# بیتورجا
بیتورجا (به صربی: Bitvrđa) یک منطقهٔ مسکونی در صربستان است که در سوردولیکا واقع شده‌است. بیتورجا ۲۳ نفر جمعیت دارد.